# Lorenzo Tio
Anselme Lorenzo Tio, ps. „Junior” (ur. 21 kwietnia 1893 w Nowym Orleanie, zm. 24 grudnia 1933 w Nowym Jorku) – amerykański muzyk ragtime’owy i prekursor jazzu, innowator i nauczyciel gry na klarnecie, saksofonista, oboista i aranżer.

## Życiorys
Pochodził z rodziny muzyków. Jego ojciec – Lorenzo senior (1866–1920) oraz stryj – Louis „Papa” (1863–1927) byli znanymi nauczycielami gry na klarnecie, obaj też grali w nowoorleańskiej The Lyre Club Symphony Orchestra. Tiowie wprowadzili nową metodę gry na klarnecie opartą m.in. na stosowaniu instrumentu systemu Alberta, miękkich stroików i podwójnym zadęciu.
Utalentowany Lorenzo junior (tak go nazywano dla odróżnienia z ojcem), idąc w ślady rodzica i stryja, został wirtuozem klarnetu oraz cenionym nauczycielem gry na tym instrumencie. Kształcili się u niego tak wybitni klarneciści, jak Barney Bigard, Jimmie Noone, Albert Nicholas i Johnny Dodds. Podobno zagraną przez niego frazę wykorzystał później Biggard w temacie standardu Mood Indigo, skomponowanego z Duke’m Ellingtonem.
Ok. 1910 grał w The Onward Brass Band i już nauczał. Od 1913 był członkiem jednej z grup „Papy” Celestina, a w 1915 został przyjęty do zespołu „Kinga” Olivera, z którym grał w Pete Lala’s Cafe. W 1916, występując z zespołem Manuela Pereza, podczas tournée dotarł z Nowego Orleanu  do Chicago. Rok później wrócił do rodzinnego miasta i ponownie dołączył do „Papy” Celestina i jego The Tuxedo Orchestra, współpracując z nią w przerwach pomiędzy innymi angażami. W 1918 skrzypek Armand Pirón, jego kolega z The Tuxedo, założył Pirón’s New Orleans Orchestra, do której przystąpił jako klarnecista i saksofonista tenorowy. W 1923 i 1924 grał z nią w Nowym Jorku na kontraktach w Cotton Clubie i Roseland Ballroom. Podczas pobytów w Wielkim Jabłku odbył też kilka sesji nagraniowych.  Wracał do Nowego Orleanu, żeby znów przybyć do Nowego Jorku, gdzie jako „wolny strzelec” otrzymywał lepiej płatną pracę. W końcu lat 20. XX wieku i na początku 30. grał na parowcach wycieczkowych, pływającymi między Nowym Jorkiem a Albany oraz miał stały angaż w nowojorskim klubie The Nest.
Zmarł przedwcześnie w Nowym Jorku wskutek niewydolności serca, miał 40. lat. Został pochowany w Nowym Orleanie na cmentarzu Saint Louis nr 2.

## Dyskografia
- 1924 Piron’s New Orleans Orchestra – Do Doodle Oom/West Indies Blues (Victor) – 78 RPM
- 1964
  - Różni wykonawcy – Jazz Odysey Volume I – The Sound of New Orleans (1917–1947) (Columbia) – 3 LP
  - Różni wykonawcy – New Orleans Jazz – The 'Twenties (RBF Records)
- 2003 Piron’s New Orleans Orchestra – Featuring Lorenzo Tio Jr. (Retrival – Great Moments in Jazz)

Zestawienie wg dat wydania płyt